# Aniello Falcone
Aniello Falcone (ur. 1600 w Neapolu, zm. 1656) – włoski malarz, tworzący w okresie baroku. Działał głównie w Neapolu.

## Twórczość
Był uczniem José de Ribery. Znany głównie z obrazów o tematyce batalistycznej oraz sakralnej (Estera i Mardocheusz w kolegiacie S.Maria delle Grazie w Lecce, polichromie w kościele Gesú Nuovo w Neapolu, Ucieczka do Egiptu w tamtejszej katedrze).
Do jego najbardziej utalentowanych uczniów należeli Salvator Rosa, Masaniello, Carlo Coppola i Micco Spadaro.